# آلان لافي
آلان لافي (بالفرنسية: Alain Levy)‏ هو شخصية أعمال فرنسي، ولد في 19 ديسمبر 1946 في متز في فرنسا.